# Gunung Aber
Gunung Aber är ett berg i Indonesien.   Det ligger i provinsen Aceh, i den västra delen av landet, 1 600 km nordväst om huvudstaden Jakarta. Toppen på Gunung Aber är 2 710 meter över havet, eller 136 meter över den omgivande terrängen. Bredden vid basen är 1,5 km. Gunung Aber ingår i Van Daalen Mountains.
Terrängen runt Gunung Aber är kuperad åt sydväst, men åt nordost är den bergig.Runt Gunung Aber är det mycket glesbefolkat, med 2 invånare per kvadratkilometer. Det finns inga samhällen i närheten. I omgivningarna runt Gunung Aber växer i huvudsak städsegrön lövskog.